# اتین شره
اتین شره (فرانسوی: Étienne Chéret‎; ۲۶ ژوئیهٔ ۱۸۸۶ – ۱۴ آوریل ۱۹۶۷) دوچرخه‌سوار اهل فرانسه بود.